# NGC 3817
NGC 3817 ist eine linsenförmige Galaxie vom Hubble-Typ SB0/a mit aktivem Galaxienkern im Sternbild Jungfrau auf der Ekliptik. Sie ist schätzungsweise 276 Millionen Lichtjahre von der Milchstraße entfernt und hat einen Durchmesser von etwa 110.000 Lichtjahren. Gemeinsam mit PGC 213872 und PGC 213873 bildet sie ein Galaxientrio.

Im selben Himmelsareal befinden sich u. a. die Galaxien NGC 3819, NGC 3820, NGC 3822, NGC 3825.
Das Objekt wurde am 18. Januar 1828 vom britischen Astronomen John Herschel entdeckt.